# Суздальское шоссе (Ярославль)
Су́здальское шоссе́ — шоссе в южной части города Ярославля, главная улица района Суздалка. Начинается от Московского проспекта и тянется до улицы Слепнёва. Продолжением шоссе является улица Расковой.
Шоссе дало название Суздальскому посёлку, району Суздалка, Суздальской улице и трём Суздальским переулкам.

## История
Ранее Суздальское шоссе было частью средневековой дороги, соединявшей Ярославль с Суздалем. Ныне эта дорога (78К-0006) ведёт только до трассы «Иваново — Ярославль» (78К-0007).
Территория вокруг современного шоссе полностью вошла в состав города в 1940 году. В конце 1950-х часть Суздальского шоссе переименовали в улицу Расковой. Другая часть шоссе, включённая в черту города в 2000-х годах, переименована в 2017 году в Ивановскую улицу.
В 1970-е планировали построить новый выезд из города в сторону Суздаля, Владимира и Иванова — Новосуздальское шоссе (по трассе улицы Ньютона), в связи с чем поперёк старого Суздальского шоссе построили 5-й микрорайон жилого района Новосёлки. Новое шоссе не построили, а старое оказалось перегорожено многоэтажками, перед которыми сделана отворотка к улице Ньютона.
В 2017 году был проведён ремонт шоссе — заменено асфальтовое покрытие, местами обустроены тротуары.

## Здания и сооружения

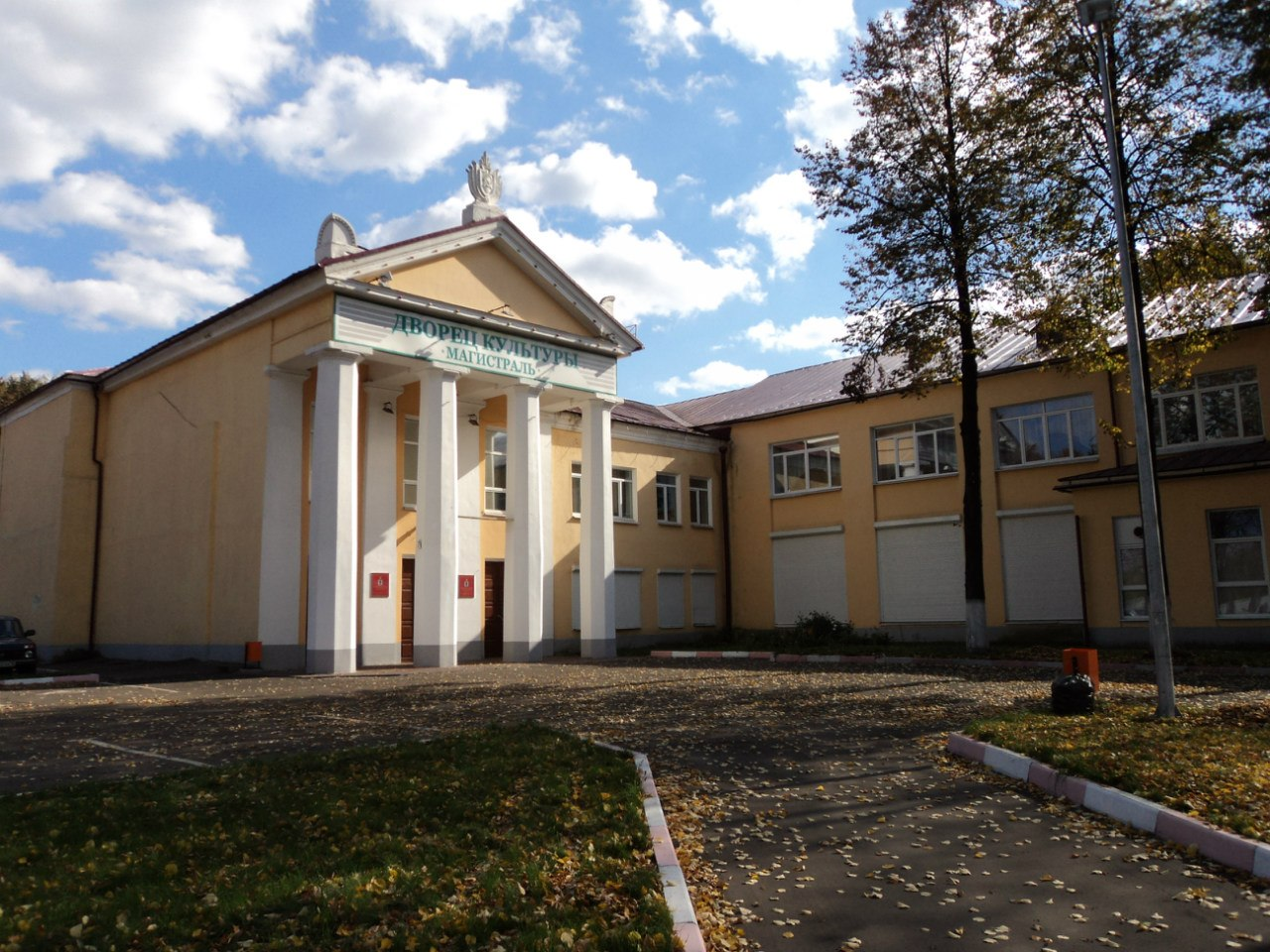
Дворец культуры «Магистраль» (д. 1)

- № 1 — Дворец культуры «Магистраль» (бывший ДК ЯЭРЗ)
- № 13 — Ярославский филиал МИИТ
- № 15 — Школа № 66
- № 19 — Детская поликлиника № 2
- № 21 — Дорожная клиническая больница на станции Ярославль ОАО РЖД. Здесь расположены главный корпус, хирургический корпус, лечебный корпус, патологоанатомический корпус, поликлиника № 2
- № 21а — Спортивный комплекс «Локомотив»
- № 33 — Ярославльоблгаз
- № 39 — Клиническая больница № 8